# The Berzerker
The Berzerker er et australsk hardcore/dødsmetal band, som blev dannet i Melbourne i Australien, og skabt i 1995. Musikken indebærer elementer fra deathmetal, speed metal, thrash metal. Medlemmet Luke Kenny har forklaret, at bandets genre er industrial dødsmetal. Bandet bærer masker som monstrer i musikvideoen til No One Wins.

## Tour Medlemmer
- Luke Kenny – Vokaler
- Todd Hansen – Trommer
- Damien Palmer – Bas
- Ed Lacey – Guitar
- Martin Bermheden – Guitar
- Tim Alridge – Guitar

### I studiet
- Luke Kenny – Vokaler
- Jason V - Guitar/Bas
- Sam Bean - Guitar/Bas
- Ed Lacey - Guitar/Bas
- Toby (Sam) - Supplerende Vokaler
- Adrian - Guitar/Bass
- Matt Wilcock - Guitar

### Tidligere medlemmer
- Sam Bean - Bas
- David Gray - Trommer
- Matt Wilcock - Guitar
- Gary Thomas - Trommer
- Filip Rutherfurd - Trommer

 Der er for få eller ingen kildehenvisninger i denne artikel, hvilket er et problem. Du kan hjælpe ved at angive troværdige kilder til de påstande, som fremføres i artiklen.

| Musikgruppe | Spire Denne artikel om en australsk musikgruppe er en spire som bør udbygges. Du er velkommen til at hjælpe Wikipedia ved at udvide den. |